# The Winds of Winter
The Winds of Winter va fi al șaselea roman din seria Cântec de gheață și foc de George R. R. Martin.
Romanul precedent, Dansul dragonilor, a acoperit mai puține evenimente decât își dorea Martin, omițând descrierea a cel puțin o bătălie importantă și lăsând în coadă de pește câteva personaje. Martin intenționează să le rezolve „foarte devreme” în The Winds of Winter, declarând: „Vreau să încep cu cele două bătălii importante pe care le-am pregătit, cea din zăpadă și cea a Meereenului — bătălia din Golful Sclavilor. Și să continui de acolo."
Un capitol despre Victarion va începe la cinci minute după finalul Dansului dragonilor, în ajunul atacului surpriză purtat de oamenii din Insulele de Fier asupra orașelor din Golful Sclavilor. Un capitol despre Arianne prezentat de Martin pe site-ul său o arată mergând să-l vadă pe tânărul care-și spune Aegon.
În luna martie a anului 2012, Martin a spus că ultimele două cărți îi vor purta pe cititori mai mult spre nord decât oricare din precedentele volume și că în ele vor apărea Ceilalți.

## Personaje
George R. R. Martin a confirmat că, în The Winds of Winter, acțiunile vor fi prezentate din perspectiva următoarelor personaje:
- Sansa Stark - un capitol a fost mutat din Dansul dragonilor în iunie 2010[5]
- Arya Stark - un capitol a fost mutat din Dansul dragonilor în iunie 2010[5]
- Arianne Martell - două capitole au fost mutate din Dansul dragonilor în iunie 2010,[5] un capitol a apărut pe site-ul lui Martin în ianuarie 2013[4]
- Aeron Greyjoy - un capitol a fost mutat din Dansul dragonilor în iulie 2010[6]
- Theon Greyjoy - un capitol a apărut pe site-ul lui Martin în decembrie 2011[7][8], precum și în ediția broșată britanică a Dansului dragonilor
- Victarion Greyjoy - fragmente dintr-un capitol au fost citite la TIFF Bell Lightbox în martie 2012[3]
- Tyrion Lannister - un capitol a fost citit la Eastercon în aprilie 2012, iar unul la Worldcon în august 2013.[9]
- Cersei Lannister - confirmat în urma relatărilor de la Balticon 2016.
- Barristan Selmy - un capitol a apărut în ediția broșată americană a Dansului dragonilor[10]

## Considerații generale
Atunci când a început seria, Martin intenționa ca The Winds of Winter să fie ultima carte a (pe atunci) trilogiei Cântec de gheață și foc. Odată cu extinderea seriei, Martin a decis că această carte va fi urmată de un ultim roman, A Dream of Spring. În luna iunie a anului 2010, Martin a terminat patru capitole din The Winds of Winter, prezentate din perspectiva personajelor Sansa Stark, Arya Stark și Arianne Martell. O lună mai târziu a adăugat un capitol despre Aeron Greyjoy, mutat din Dansul dragonilor în The Winds of Winter, acumulând în jur de 100 de pagini complete de manuscris. După publicarea Dansului dragonilor în vara anului 2011, Martin a anunțat că va începe să lucreze din nou la serie începând cu luna ianuarie a anului următor, intervalul de timp rămas urmând să-l petreacă în turneele de promovare a cărții în Statele Unite și pe mapamond, precum și participând la diverse convenții. El a continuat colaborarea cu Elio Garcia și Linda Antonnsen la ghidul ilustrat The World of Ice and Fire și la istoria Westerosului, pe care ar fi vrut la un moment dat să le termine până la sfârșitul anului 2011. El a mai lucrat și la o poveste a cărei acțiune se petrece în Westeros, a patra nuvelă a seriei Tales of Dunk and Egg (cu titlul provizoriu "The She-Wolves of Winterfell"), care urmează să apară într-o antologie. La un an de la preconizata publicare, ea va fi publicată de către Bantam Spectra împreună cu celelalte trei nuvele ale seriei într-un volum conceput sub forma unui roman de sine stătător.
În decembrie 2011, Martin a postat un capitol din The Winds of Winter despre Theon Greyjoy; el a mai anunțat că alte două capitole vor fi incluse la sfârșitul ediției broșate nord-americane a Dansului dragonilor, lansată pe 29 octombrie 2013. Edițiile broșate apărute la nivel mondial cu un an mai devreme nu au conținut niciun capitol nou, nepublicat anterior. În prima parte a anului 2012, Martin a citit noi capitole cu ocazia diverselor evenimente, printre care se numără unul despre Victarion Greyjoy și unul despre Tyrion Lannister. Martin a continuat să lucreze la antologii și la extrem de detaliatul atlas The Lands of Ice and Fire, pe care l-a publicat în octombrie 2012. În ianuarie 2013, Martin a publicat pe site-ul său un capitol despre Arianne Martell.
Martin crede că ultimele două volume ale seriei vor fi cărți mari, de peste 1500 de pagini în manuscris fiecare. Până în octombrie 2012 fuseseră scrise 400 de pagini ale celui de-al șaselea roman, dar Martin consideră că doar 200 dintre acestea sunt complet terminate, restul necesitând revizuiri. Martin speră să termine The Winds of Winter mult mai repede decât problematicul roman cu numărul cinci al seriei. În trecut, Martin și-a supărat unii dintre fani prin repetata estimare prea optimistă a termenelor de publicare; prin urmare, s-a abținut de la acest lucru în cazul romanului The Winds of Winter, evaluând că ar fi realist să se aștepte acest lucru în aproximativ trei ani, la un ritm de 500 de pagini de manuscris pe an, dar că, în cele din urmă, cartea „va fi gata când va fi terminată”. Martin și-a exprimat îngrijorarea că ultimul roman nu va fi terminat la data la care serialul de la HBO Urzeala tronurilor va ajunge din urmă evenimentele prezentate în romane. El nu mai intenționează să separe din nou personajele pe criterii geografice, așa cum a fost obligat să o facă din cauza lungimii manuscrisului original al Festinului ciorilor. Dar, așa cum a declarat Martin într-un interviu din 2011, „peste trei ani, dacă mă voi afla în fața unui manuscris de 1.800 de pagini și nu voi întrevedea niciun sfârșit pentru el, cine naiba poate ști?”
În ianuarie 2014, editorul britanic al lui Martin, Jane Johnson, a declarat pe Twitter că romanul „în mod sigur” nu va apărea înainte de 2015.